# Jambes
Jambes (valonă Djambe) este o localitate din comuna Namur, în Valonia, Belgia. Până în 1977 Jambes era o comună separată, după această dată fiind înglobată in comuna Namur teritoriul fiind organizat ca o secțiune a acesteia. Este situată pe malul drept al fluviului Meuse.
În Evul Mediu, orașul era ultima localitate a principatului Liège, înainte de a intra în comitatul Namur-ului. Cele două orașe sunt legate între ele printr-un pod renumit, care, în Evul Mediu, reprezenta podul de vamă.
În 1977, guvernul valon se instalează la Elizete, pe malul fluviului, în Jambes, iar parlamentul la Namur, pe celălalt mal. Diferite alte instituții regionale se află la Jambes.
Orașul are un mic port, folosit doar în anotimpul cald.
1. ↑  GeoNames, accesat în 9 iulie 2017